# 城巴81線
城巴81線是香港島的一條巴士路線，提供往返興華邨、柴灣西、筲箕灣、西灣河、鰂魚涌、北角、炮台山、大坑往勵德邨的東區穿梭巴士服務。從基本上看除了銅鑼灣往勵德邨，81線與其他柴灣的巴士路線完全重疊。
本線曾是港島唯一一條兩邊總站均在同一區（東區），但需經其他區（灣仔區）往返的專利巴士路線。但隨著2016年1月1日起，維園和天后選區改屬灣仔區後，本線正式成為跨區路線。
城巴81A線是81線的輔助線，起訖點與81線相同，唯一分別是81A來回程均途經寶馬山，祇於星期一至五上課日提供服務。

## 歷史
- 1976年9月12日：配合柴灣區巴士路線重組及興華（二）邨入伙而投入服務。
- 1983年9月5日﹕81A線投入服務。
- 1987年3月23日：往勵德邨方向不再入銅鑼灣鬧市區。
- 1990年：81A線延長至銅鑼灣。
- 1991年：81A線延長至灣仔碼頭，後遷回勵德邨。
- 1998年9月1日：中華巴士專營權告終，81及81A線改由新巴經營。
- 1999年7月14日：81A及81S線加入空調巴士行走。
- 1999年9月1日：由城巴及新巴聯營的81P線分拆為81S線和529P線（現85P）。
- 1999年9月8日：為與城巴529P競爭，81S增設07:00班次。
- 2000年：81A及81S全線改以空調服務。
- 2002年8月18日：81線改為全空調服務，為最後兩條轉全空調的新巴路線之一（另一條為94）。
- 2003年2月10日﹕81A設星期一至五上課日下午回程服務，加經寶馬山巴士總站。
- 2003年3月10日：81S增設07:10班次。
- 2006年12月9日：81A及81S取消星期六服務。
- 2009年12月5日：81往勵德邨方向，改由英皇道轉入銅鑼灣道（大坑）直上大坑道天橋原有路線，北角至炮台山一段的巴士站位亦遷移至與2、2A相同站位；往興華邨方向，改由摩頓台直接右轉入高士威道，來回程不再經伊榮街、邊寧頓街及怡和街
- 2010年6月28日︰81A更改下午由勵德邨開出之班次，新班次為15:50、15:57及16:05。
- 2010年9月1日：81S加停炮台山英皇道新時代廣場分站。
- 2014年：東區2014年巴士路線發展計劃（RDP）內建議將本線改為特快線，來回經東區走廊至北角／西灣河落橋，及增停筲箕灣總站。
- 2015年1月2日：81A往興華邨之班次，縮減至1605一班。
- 2018年4月30日：增設實時抵站時間查詢服務。
- 2019年9月29日：81線往勵德邨方向，加停英皇道「新都城大廈」站。[2]
- 2020年9月23日：81S線取消服務，併入85P線，由於受新型冠狀病毒肺炎事件影響暫停服務，因此上述改動於9月23日開學日學校路線重新運作當日生效，最後一班班次已於2020年7月10日開出。[3]
- 2020年12月21日﹕81P線投入服務。[4]
- 2022年5月3日：81P線取消服務。由於受新型冠狀病毒肺炎事件影響暫停服務，因此該線最後一班班次已於2022年1月28日開出。[5]
- 2023年7月1日：因應城巴新巴專營權合併，81及81A線改由城巴經營。

## 服務時間及班次
81
| 興華邨開         | 興華邨開    | 興華邨開     | 勵德邨開         | 勵德邨開    | 勵德邨開     |
| 日期             | 服務時間    | 班次（分鐘） | 日期             | 服務時間    | 班次（分鐘） |
| ---------------- | ----------- | ------------ | ---------------- | ----------- | ------------ |
| 星期一至六       | 06:00-07:00 | 15           | 星期一至六       | 06:00-08:00 | 20           |
| 星期一至六       | 07:00-17:00 | 20           | 星期一至六       | 08:00-09:00 | 15           |
| 星期一至六       | 17:00-18:00 | 15           | 星期一至六       | 09:00-17:00 | 20           |
| 星期一至六       | 18:00-23:00 | 20           | 星期一至六       | 17:00-19:00 | 15           |
| 星期一至六       | 23:00-23:30 | 15           | 星期一至六       | 19:00-00:00 | 20           |
|                  |             |              | 星期一至六       | 00:18       |              |
| 星期日及公眾假期 | 06:00-23:00 | 20           | 星期日及公眾假期 | 06:00-00:00 | 20           |
| 星期日及公眾假期 | 23:00-23:30 | 15           | 星期日及公眾假期 | 00:18       | 00:18        |

81A
- 星期一至五上課日：
  - 興華邨開：06:55、07:02、07:10
  - 勵德邨開：16:05

81A線逢星期六、日、公眾假期及學校假期不設服務

## 收費
全程：$5.8
- 筲箕灣道往勵德邨：$5.2
- 皇仁書院往勵德邨：$4.6 （只適用於81線）
- 琴行街（81）／雲景道（81A）往興華邨：$5.2
- 阿公岩道往興華邨：$4.5

| - 本線設有12歲以下小童及65歲或以上長者半價優惠。 - 65歲或以上香港居民使用「樂悠咭」，以及12歲以下合資格殘疾兒童使用「殘疾人士身份」個人八達通繳付車資，均可享有每程$2.0或半價（以較低者為準）的票價優惠；12至64歲合資格殘疾人士使用「殘疾人士身份」個人八達通（包括「樂悠咭」），以及60至64歲香港居民使用「樂悠咭」繳付車資，均可享有每程$2.0或全費（以較低者為準）的票價優惠。 - 65歲或以上長者如使用長者或一般個人八達通繳付車資，則只可享有半價優惠；12至64歲合資格殘疾人士如不使用「殘疾人士身份」個人八達通，以及60至64歲人士如不使用「樂悠咭」繳付車資，必須繳付全費。 - 乘客可以現金或八達通於上車時付款，不設找續。 - 每位成人乘客可免費攜帶最多兩名4歲以下而不佔座位的兒童乘客乘車，超額之4歲以下小童必須繳付小童車費乘車。 - 九龍巴士、城巴及龍運巴士全職員工及家屬（不包括外判職員）可免費乘搭本路線，惟必須拍職員或職員家屬八達通。 - 乘客亦可使用AlipayHK「易乘碼」、支付寶、WeChatHK／微信支付「搭車碼」、銀聯雲閃付「乘車碼」及BOC Pay「乘車碼」、具有感應式支付功能的VISA、Mastercard及銀聯卡，以及Apple Pay、Google Pay及Samsung Pay流動支付平台繳付車資。使用此支付方式的乘客可享有中途下車之分段收費，以及與其他城巴獨營路線或聯營線城巴班次之轉乘優惠，惟不適用於與非城巴路線之轉乘優惠。乘客亦不能享有「公共交通費用補貼計劃」及「長者及合資格殘疾人士公共交通票價優惠計劃」。 |

### 八達通轉乘優惠
乘客登上本線後指定時間內以同一張八達通卡轉乘以下路線，或從以下路線登車後指定時間內以同一張八達通卡轉乘本線，次程可獲車資折扣優惠：
81←→2A、77、99
- 81往勵德邨 → 2A往灣仔，次程車資全免，祇適用於在柴灣登上本線的乘客
- 2A往耀東邨 → 81往興華邨，次程可獲$3.6折扣優惠，於港運城或之後車站轉乘
- 81往勵德邨 → 77或99往南區（往耀東邨及興東邨），次程可獲$3折扣優惠，於新成街站轉乘，乘客乘77或99線時必須於鯉景灣或之前下車，並使用同一張八達通卡再拍卡一次才可享有此優惠
- 81往勵德邨 → 77或99往筲箕灣（往耀東邨及興東邨），次程車資全免，於西灣河站轉乘
- 77或99往南區 → 81往興華邨，回贈首程車資，於太安樓站轉乘，乘客乘77或99線時必須於太康街站下車，並使用同一張八達通卡再拍卡一次才可享有此優惠
- 77或99往筲箕灣 → 81往興華邨，回贈首程車資，於南安里站轉乘，祇適用於在太安街或之後登上路線77和99的乘客

81←→780
- 81往勵德邨 → 780往中環，回贈首程車資
- 780往柴灣 → 81往興華邨，次程車資全免

720(A)往嘉亨灣 → 81往興華邨，次程車資全免，於南安里站轉乘

## 使用車輛
受峰霞道近峰华邨晓峰楼迴旋處的寬度影響，81線不可使用12米或以上車輛行走。現時本線使用6輛車輛行走，主要為丹尼士三叉戟10.3米／10.6米及青年JNP6120GR。81线与26线经常交换车辆行走，以作车务调动或班次调节。
81A線毋需途經峰霞道，使用車輛不受限制，常有12米巴士行走。

## 行車路線
81
興華邨開經：興華邨通道、翡翠道、環翠道、寧富街、利眾街、康民街、柴灣道、筲箕灣道、英皇道、康山道、英皇道、銅鑼灣道、天橋、大坑道及勵德邨道。 
勵德邨開經：勵德邨道、大坑道、銅鑼灣道、摩頓台、高士威道、英皇道、康山道、英皇道、筲箕灣道、柴灣道、康民街、祥利街、吉勝街、柴灣道、環翠道、翡翠道、峰霞道、翡翠道及興華邨通道。
81A
興華邨開經：興華邨通道、翡翠道、環翠道、寧富街、利眾街、康民街、柴灣道、筲箕灣道、英皇道、康山道、英皇道、炮台山道、天廟道、寶馬山道、校園徑、寶馬山公共運輸交匯處、寶馬山道、雲景道、怡景道及勵德邨道。
勵德邨開經：怡景道、雲景道、寶馬山道、校園徑、寶馬山公共運輸交匯處、寶馬山道、天后廟道、百福道、健康中街、七姊妹道、電照街、渣華道、英皇道、筲箕灣道、柴灣道、環翠道、翡翠道及興華邨通道。

### 沿線車站

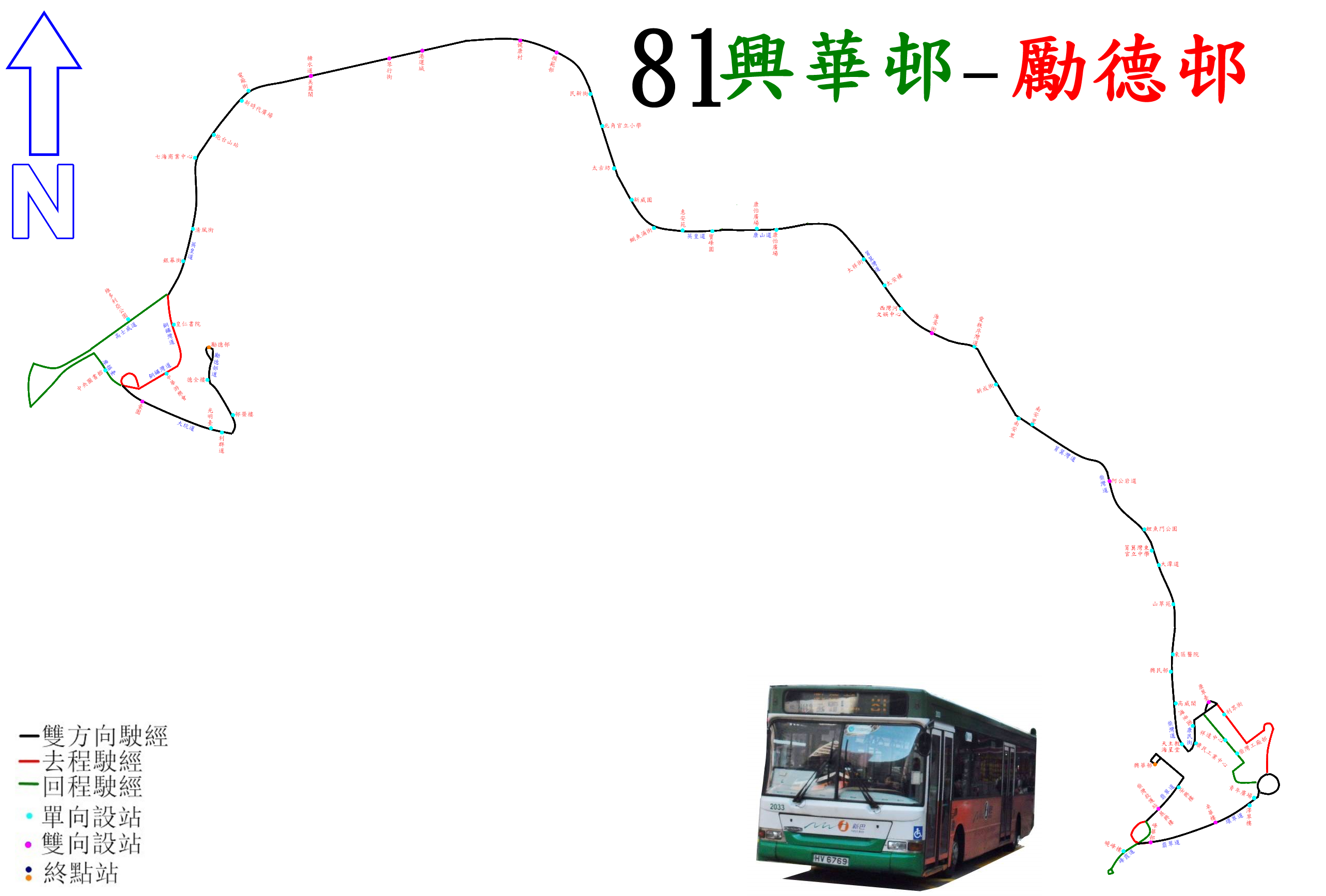
本線的走線圖

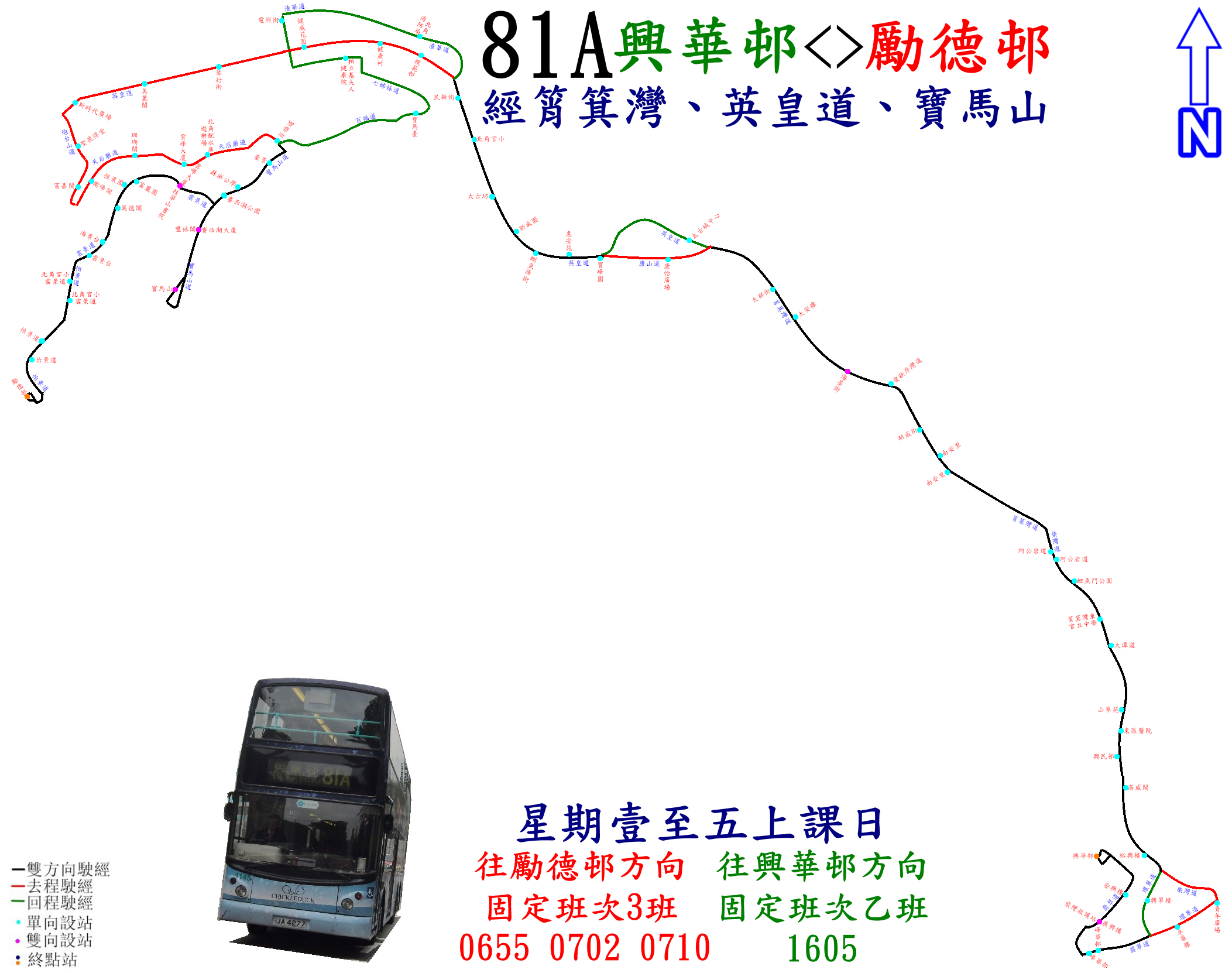
81A線的走線圖

81
| 興華邨開 | 興華邨開       | 興華邨開       | 勵德邨開 | 勵德邨開       | 勵德邨開       |
| 序號     | 車站名稱       | 位置           | 序號     | 車站名稱       | 位置           |
| -------- | -------------- | -------------- | -------- | -------------- | -------------- |
| 1        | 興華邨         | 興華邨巴士總站 | 1        | 勵德邨         | 勵德邨巴士總站 |
| 2        | 興華邨安興樓   | 興華邨通道     | 2        | 勵德邨邨榮樓   | 勵德邨道       |
| 3        | 興華邨展興樓   | 翡翠道         | 3        | 利群道         | 大坑道         |
| 4        | 峰華邨         | 翡翠道         | 4        | 豪園           | 大坑道         |
| 5        | 興華邨卓華樓   | 環翠道         | 5        | 香港中央圖書館 | 摩頓臺         |
| 6        | 青年廣場       | 環翠道         | 6        | 維多利亞公園   | 高士威道       |
| 7        | 利眾街         | 利眾街         | 7        | 銀幕街         | 英皇道         |
| 8        | 康翠臺         | 康翠臺巴士總站 | 8        | 七海商業中心   | 英皇道         |
| 9        | 康民工業中心   | 康民街         | 9        | 電廠街         | 英皇道         |
| 10       | 天主教海星堂   | 柴灣道         | 10       | 糖水道         | 英皇道         |
| 11       | 興民邨         | 柴灣道         | 11       | 琴行街         | 英皇道         |
| 12       | 山翠苑         | 柴灣道         | 12       | 港運城         | 英皇道         |
| 13       | 筲箕灣官立中學 | 柴灣道         | 13       | 健康村         | 英皇道         |
| 14       | 阿公岩道       | 柴灣道         | 14       | 模範邨         | 英皇道         |
| 15       | 南安里         | 筲箕灣道       | 15       | 北角官立小學   | 英皇道         |
| 16       | 新成街         | 筲箕灣道       | 16       | 新威園         | 英皇道         |
| 17       | 海晏街         | 筲箕灣道       | 17       | 惠安苑         | 英皇道         |
| 18       | 西灣河文娛中心 | 筲箕灣道       | 18       | 康怡廣場       | 康山道         |
| 19       | 太祥街         | 筲箕灣道       | 19       | 太安樓         | 筲箕灣道       |
| 20       | 康怡廣場       | 康山道         | 20       | 海晏街         | 筲箕灣道       |
| 21       | 寶峰園         | 英皇道         | 21       | 愛秩序灣道     | 筲箕灣道       |
| 22       | 鰂魚涌街       | 英皇道         | 22       | 南安里         | 筲箕灣道       |
| 23       | 太古坊         | 英皇道         | 23       | 阿公岩道       | 柴灣道         |
| 24       | 民新街         | 英皇道         | 24       | 鯉魚門公園     | 柴灣道         |
| 25       | 模範邨         | 英皇道         | 25       | 大潭道         | 柴灣道         |
| 26       | 健康村         | 英皇道         | 26       | 東區醫院       | 柴灣道         |
| 27       | 港運城         | 英皇道         | 27       | 高威閣         | 柴灣道         |
| 28       | 琴行街         | 英皇道         | 28       | 灣景園         | 康民街         |
| 29       | 新都城大廈     | 英皇道         | 29       | 康翠臺         | 康翠臺巴士總站 |
| 30       | 美麗閣         | 英皇道         | 30       | 祥達中心       | 祥利街         |
| 31       | 新時代廣場     | 英皇道         | 31       | 柴灣工廠邨     | 祥利街         |
| 32       | 炮台山站       | 英皇道         | 32       | 環翠邨澤翠樓   | 環翠道         |
| 33       | 清風街         | 英皇道         | 33       | 興華邨卓華樓   | 環翠道         |
| 34       | 皇仁書院       | 銅鑼灣道       | 34       | 峰華邨         | 環翠道         |
| 35       | 中華游樂會     | 銅鑼灣道       | 35       | 峰華邨曉峰樓   | 峰霞道         |
| 36       | 豪園           | 大坑道         | 36       | 柴灣救護站     | 翡翠道         |
| 37       | 光明臺         | 大坑道         | 37       | 興華邨         | 興華邨巴士總站 |
| 38       | 勵德邨德全樓   | 勵德邨道       |          |                |                |
| 39       | 勵德邨         | 勵德邨巴士總站 |          |                |                |

81A
| 興華邨開 | 興華邨開               | 興華邨開             | 勵德邨開 | 勵德邨開               | 勵德邨開             |        |
| 序號     | 車站名稱               | 位置                 | 序號     | 車站名稱               | 位置                 |        |
| -------- | ---------------------- | -------------------- | -------- | ---------------------- | -------------------- | ------ |
| 1        | 興華邨                 | 興華邨巴士總站       | 1        | 勵德邨                 | 勵德邨巴士總站       |        |
| 2        | 興華邨安興樓           | 興華邨通道           | 2        | 怡景道                 | 怡景道               | 怡景道 |
| 3        | 興華邨展興樓           | 翡翠道               | 3        | 北角官立小學（雲景道） | 怡景道               |        |
| 4        | 峰華邨                 | 翡翠道               | 4        | 海景台                 | 雲景道               |        |
| 5        | 興華邨卓華樓           | 環翠道               | 5        | 恆景園                 | 雲景道               |        |
| 6        | 青年廣場               | 環翠道               | 6        | 雲峰大廈               | 雲景道               |        |
| 7        | 興華邨裕興樓           | 柴灣道               | 7        | 賽西湖大廈             | 寶馬山道             |        |
| 8        | 興民邨                 | 柴灣道               | 8        | 寶馬山                 | 寶馬山公共運輸交匯處 |        |
| 9        | 山翠苑                 | 柴灣道               | 9        | 豐林閣                 | 寶馬山道             |        |
| 10       | 筲箕灣官立中學         | 柴灣道               | 10       | 蘇浙公學               | 寶馬山道             |        |
| 11       | 阿公岩道               | 柴灣道               | 11       | 豪景                   | 寶馬山道             |        |
| 12       | 南安里                 | 筲箕灣道             | 12       | 寶馬臺                 | 百福道               |        |
| 13       | 新成街                 | 筲箕灣道             | 13       | 柏立基夫人健康院       | 七姊妹道             |        |
| 14       | 海晏街                 | 筲箕灣道             | 14       | 電照街                 | 電照街               |        |
| 15       | 太祥街                 | 筲箕灣道             | 15       | 北角消防局             | 渣華道               |        |
| 16       | 康怡廣場               | 康山道               | 16       | 北角官立小學           | 英皇道               |        |
| 17       | 寶峰園                 | 英皇道               | 17       | 新威園                 | 英皇道               |        |
| 18       | 鰂魚涌街               | 英皇道               | 18       | 惠安苑                 | 英皇道               |        |
| 19       | 太古坊                 | 英皇道               | 19       | 太古城中心             | 英皇道               |        |
| 20       | 民新街                 | 英皇道               | 20       | 太安樓                 | 筲箕灣道             |        |
| 21       | 模範邨                 | 英皇道               | 21       | 海晏街                 | 筲箕灣道             |        |
| 22       | 健康村                 | 英皇道               | 22       | 愛秩序灣道             | 筲箕灣道             |        |
| 23       | 健威花園               | 英皇道               | 23       | 南安里                 | 筲箕灣道             |        |
| 24       | 琴行街                 | 英皇道               | 24       | 阿公岩道               | 柴灣道               |        |
| 25       | 美麗閣                 | 英皇道               | 25       | 鯉魚門公園             | 柴灣道               |        |
| 26       | 新時代廣場             | 英皇道               | 26       | 大潭道                 | 柴灣道               |        |
| 27       | 聖彼得堂               | 炮台山道             | 27       | 東區醫院               | 柴灣道               |        |
| 28       | 富嘉閣                 | 炮台山道             | 28       | 高威閣                 | 柴灣道               |        |
| 29       | 衡峰閣                 | 天廟道               | 29       | 興華邨興翠樓           | 環翠道               |        |
| 30       | 珊瑚閣                 | 天廟道               | 30       | 峰華邨                 | 翡翠道               |        |
| 31       | 雲峰大廈               | 天廟道               | 31       | 柴灣救護站             | 翡翠道               |        |
| 32       | 北角配水庫遊樂場       | 天廟道               | 32       | 興華邨                 | 興華邨巴士總站       |        |
| 33       | 百福道                 | 天廟道               |          |                        |                      |        |
| 34       | 賽西湖公園             | 寶馬山道             |          |                        |                      |        |
| 35       | 賽西湖大廈             | 寶馬山道             |          |                        |                      |        |
| 36       | 寶馬山                 | 寶馬山公共運輪交匯處 |          |                        |                      |        |
| 37       | 豐林閣                 | 寶馬山道             |          |                        |                      |        |
| 38       | 桂華山中學             | 雲景道               |          |                        |                      |        |
| 39       | 富麗園                 | 雲景道               |          |                        |                      |        |
| 40       | 萬德閣                 | 雲景道               |          |                        |                      |        |
| 41       | 雲景台                 | 雲景道               |          |                        |                      |        |
| 42       | 北角官立小學（雲景道） | 怡景道               |          |                        |                      |        |
| 43       | 怡景道                 | 怡景道               |          |                        |                      |        |
| 44       | 勵德邨                 | 勵德邨巴士總站       |          |                        |                      |        |

## 外部連結
- 官方網站路線資料 （页面存档备份，存于）
- 新巴81線路線圖 （页面存档备份，存于）
- 新巴81線詳細時間表 （页面存档备份，存于）
- 新巴官方網站81A線資料（PDF乳豬紙版） （页面存档备份，存于）
- 681巴士總站－城巴81線 （页面存档备份，存于）
- 681巴士總站－城巴81A線 （页面存档备份，存于）
- i-busnet－港島區路線81A線資料